# Paul Zech
Pour les articles homonymes, voir Zech.
Œuvres principales
Der schwarze Baal (1917)
Paul Zech (19 février 1881 à Briesen, aujourd'hui Wąbrzeźno en Pologne - 7 septembre 1946  à Buenos Aires, en Argentine) est un écrivain et poète représentatif de l’expressionnisme littéraire allemand.  

## Biographie

### Jeunesse et formation
D'origine modeste, Paul Zech était issu d'une famille nombreuse ; il était l'aîné des six enfants survivants. À l'âge de 5 ans, il fut confié à ses grands-parents maternels. Il fréquenta l'école jusque l'âge de 14 ans et entreprit alors un apprentissage en boulangerie qui n'aboutit pas. Il partit ensuite en Belgique pour travailler dans les mines de charbon du bassin de Charleroi, en 1898.
De retour en Allemagne, il épousa en juillet 1904, la fille d'un cordonnier Helene Siemon, qu'il avait mise enceinte. En 1906 naquit sa fille.

### Début de carrière littéraire
Il commença à écrire ses premiers poèmes, en 1901. Ses poèmes furent publiés dans des revues locales ou régionales. En 1907, il participa au concours annuel de poésie de Cologne et obtint la mention « mention honorable ».
À partir de 1910, il vécut à Berlin et se tourna vers la poésie. Il publia dans la revue expressionniste d'Herwarth Walden, Der Sturm et fonda sa propre publication Das neue Pathos. Ses poésies lui valurent le Prix Kleist en 1918. Tout en gardant une forme classique, ses poèmes révèlent une tendance à l'expressionnisme à travers les thèmes de la ville, les mines, l’oppression, l'aliénation... 

### Participation à la Première Guerre mondiale
Au début de la guerre, en 1914 Zech écrivit des poèmes patriotiques. En 1915, son enthousiasme pour la guerre céda la place au scepticisme. Il participa à la Première Guerre mondiale sur le front occidental, notamment à la Bataille de Verdun et à la Bataille de la Somme. Dans une lettre à Stefan Zweig, il s'exprima ainsi : 

« Mon cher ami,

Je n’aurais jamais cru qu’il pût encore y avoir quelque chose qui surpasse l’enfer de Verdun. Là-bas, j’ai souffert atrocement. Maintenant que cela est passé, je puis le dire. Mais ce n’était pas assez : maintenant nous avons été envoyés dans la Somme. Et ici tout est porté à son point
extrême : la haine, la déshumanisation, l’horreur et le sang. (…) Je ne sais plus ce qu’il peut encore advenir de nous, je voulais vous saluer encore une fois. Peut-être est-ce la dernière. »

À l'été 1916, il fut grièvement blessé en étant enseveli dans une tranchée. Il fut décoré de la Croix de fer. En 1917, il fut affecté à l'arrière du front. Il écrivit alors des textes de propagande.
Sous le pseudonyme de Michel Michael, il fit paraître en 1919 des poèmes pacifistes.

### La consécration
Les années de l'immédiat après la guerre furent le point culminant de la carrière littéraire. En 1918, il a été récompensé pour sa poésie par le Prix Kleist. Son aisance financière lui permit de faire l'acquisition d'une petite maison près du lac Bestensee au sud-est de Berlin.
Des problèmes mentaux l'obligèrent à passer plusieurs mois dans un hôpital psychiatrique. Il mena par la suite une double vie. Il eut une relation avec la chanteuse Hilde Herb, ce qui le conduisit à des déboires financiers.
En dépit de ses nombreuses difficultés, il a été extrêmement créatif dans les années d'après-guerre. Il publia, en 1921, de façon anonyme, des poèmes érotiques (Allegro de plaisir), dont des sonnets inspirés par sa relation avec la jeune Hilde Herb. Il écrivit également des récits autobiographiques comme Le Cœur fou (1925), Le Voyage de la douleur (1925). Il écrivit aussi des essais et des aussi des drames littéraires.  Il adapta au théâtre Le Bateau ivre d'Arthur Rimbaud, en 1926.
Son œuvre, qui se range sous la bannière de l'expressionnisme, est cependant marquée par les influences de Rainer Maria Rilke et Stefan George.

### L'exil
Au début août 1933, soupçonné de malversation et de vol, il quitta Berlin pour Vienne et Trieste et y embarqua pour Montevideo, Buenos Aires. Il y mourut en 1946.

## Ouvrages
- 1914, Die eiserne Brücke, poésies
- 1917, Der schwarze Baal, nouvelles
- 1922, Das schwarze Revier, poésies